# Толмачёво (Лебяженский сельсовет)
Толмачёво — деревня в Курском районе Курской области России. Входит в состав Лебяженского сельсовета.

## География
Деревня находится в центральной части Курской области, в пределах южной части Среднерусской возвышенности, в лесостепной зоне, на левом берегу реки Сейм, при автодороге М2, на расстоянии примерно 3 километров (по прямой) к востоку от города Курска, административного центра района и области.

### Улицы
В деревне улицы: Евгения Носова, Лесная, Луговая и Сосновая.

### Климат
Климат характеризуется как умеренно континентальный, с относительно жарким летом и умеренно холодной зимой. Среднегодовая температура воздуха — 5,5 °С. Средняя температура воздуха самого тёплого месяца (июля) — 18,7 °C (абсолютный максимум — 37 °С); самого холодного (января) — −9,3 °C (абсолютный минимум — −35 °С). Безморозный период длится около 152 дней. Среднегодовое количество атмосферных осадков составляет 587 мм, из которых 375 мм выпадает в период с апреля по октябрь. Снежный покров образуется в первой декаде декабря и держится в среднем 125 дней.

### Часовой пояс
Деревня Толмачёво, как и вся Курская область, находится в часовой зоне МСК (московское время). Смещение применяемого времени относительно UTC составляет +3:00.

## Население
| 2002 | 2010 |
| ---- | ---- |
| 209  | ↘160 |

### Половой состав
По данным Всероссийской переписи населения 2010 года в половой структуре населения мужчины составляли 46,9 %, женщины — соответственно 53,1 %.

### Национальный состав
Согласно результатам переписи 2002 года, в национальной структуре населения русские составляли 93 %.

## Инфраструктура
Личное подсобное хозяйство. В деревне 193 домов.

## Транспорт
Толмачёво находится на автодорогe регионального значения 38К-015 (Курск — Зорино — Толмачёво), в 2,5 км от ж/д путевого поста 470 км (линия Льгов I — Курск).
В 116 км от аэропорта имени В. Г. Шухова (недалеко от Белгорода).